# Selbstbildnis mit Strohhut
Selbstbildnis mit Strohhut (Französisch: Autoportrait au chapeau de paille) ist ein signiertes Selbstportrait der französischen Malerin Élisabeth Vigée Le Brun, gemalt 1782, in Öl auf Leinwand mit den Maßen 97,8 cm auf 70,5 cm. Seit 1897 gehört es zur Sammlung der National Gallery London.

## Beschreibung
Das Selbstbildnis mit Strohhut von Élisabeth Vigée Le Brun ist eine raffinierte Lichtstudie, das deutlich vom Werk  Peter Paul Rubens’ Porträt von Susanna Lunden (siehe Galerie unten) inspiriert ist. Vigée Le Brun malte sich selbst im Freien, unter einem ruhigen Himmel, mit sanften Wolkenbewegungen und natürlichem Tageslicht. Durch den Schattenwurf des Strohhuts wird ihr Gesicht nur indirekt von reflektiertem Licht erhellt, wodurch sich der Blick der Betrachterin automatisch auf das Lichtspiel am Hals und Décolleté richtet. Diese Lichtführung nimmt den Effekt der Chiaroscuro-Technik vorweg und betont das natürliche Licht, das dem Bild Tiefe und Lebendigkeit verleiht.
Vigée Le Brun zeigt sich in einer natürlich wirkenden Pose, ohne Korsett, Perücke oder gepudertes Haar – ein deutlicher Kontrast zu den strengen, barocken Konventionen der Zeit kurz vor der Französischen Revolution. Ihr schlichter Strohhut mit frischen Blumen und einer weißen Straußenfeder, damals als modisches Symbol künstlerischer Eleganz angesehen, und ihr im Stil à la grecque gehaltener, einfacher Ausschnitt verleihen dem Porträt eine moderne und freigeistige Ausstrahlung.
Anders als Rubens, der in seinem Porträt von Susanna Lunden den Fokus stark auf das Dekolleté legte und sein Subjekt mit gesenktem, eher scheu wirkendem Blick darstellte, betont Vigée Le Brun ihre Professionalität, indem sie sich mit Malutensilien wie Palette und Pinsel darstellt, und blickt mit direktem, offenem Blick aus dem Bild.
Vigée Le Bruns Selbstporträt war stilistisch fortschrittlich und brachte ihr Anerkennung bei den Pariser Salons. Die Selbstsicherheit, die in ihrem Blick liegt, sowie die kleine, aber deutliche Änderung zu der ersten in der Schweiz gefertigten Version (siehe Galerie unten) verstärken diesen Eindruck. Im neuen Bild finden sich etwa markantere Brauen und ein sanftes Lächeln, wodurch sie sich selbstbewusster zeigt.
Das Porträt wurde zu einer Zeit geschaffen, als Vigée Le Brun im Zentrum der Pariser Gesellschaft stand und für Königin Marie Antoinette und den französischen Adel arbeitete. Die durch die Revolution ausgelöste Flucht aus Paris zwang sie, in anderen Metropolen wie Florenz, Rom und Wien zu arbeiten, und erst nach Napoleons Sturz 1815 kehrte sie nach Frankreich zurück. Mit diesem Werk, das durch seine natürliche, beinahe ungekünstelte Darstellung beeindruckt, setzte Vigée Le Brun einen Meilenstein und war ihrer Zeit voraus, indem sie die neoklassische Porträtkunst vorwegnahm, wie sie später von Jacques-Louis David dominiert wurde.

## Kontext
In ihren Memoiren schrieb Vigée Le Brun, dass der Maler Claude Joseph Vernet ihr geraten habe, die flämischen Meister zu studieren. 1782 reiste sie nach Brüssel, Amsterdam und Antwerpen und studierte dort unter anderem Peter Paul Rubens’ Porträt von Susanna Lunden (auch bekannt als Susanna Fourment mit Strohhut oder fälschlicherweise als Le Chapeau de Paille (Der Strohhut)) (ca. 1622–1625) (siehe Galerie). Beeindruckt von diesem Gemälde schrieb Vigée LeBrun dazu in ihren Memoiren:
...son grand effet réside dans les deux differéntes lumiérs que donnent le simple jour et la lueur du soleil.

„...sein große Wirkung liegt in den zwei unterschiedlichen Lichtquellen, die das einfache Tageslicht und das Leuchten der Sonne spenden.“
In Brüssel schuf sie 1782 eine erste Version des Selbstbildnisses mit Strohhut, als eine freie Nachahmung von Rubens’ Werk. Das Gemälde, von welchem dieser Artikel handelt, ist eine Replik jener ersten Version. Diese Replika malte sie, als sie wieder in Paris war. (Siehe Galerie.)
In derselben Zeit schuf sie auch ein sehr gut vergleichbares Porträt von Yolande de Polastron, der Herzogin von Polignac, einen ähnlichen Strohhut tragend. (Siehe Galerie.)

## Galerie

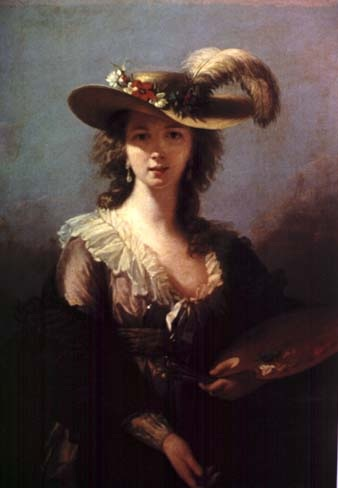
Erste Version, 1782, private Sammlung, Schweiz
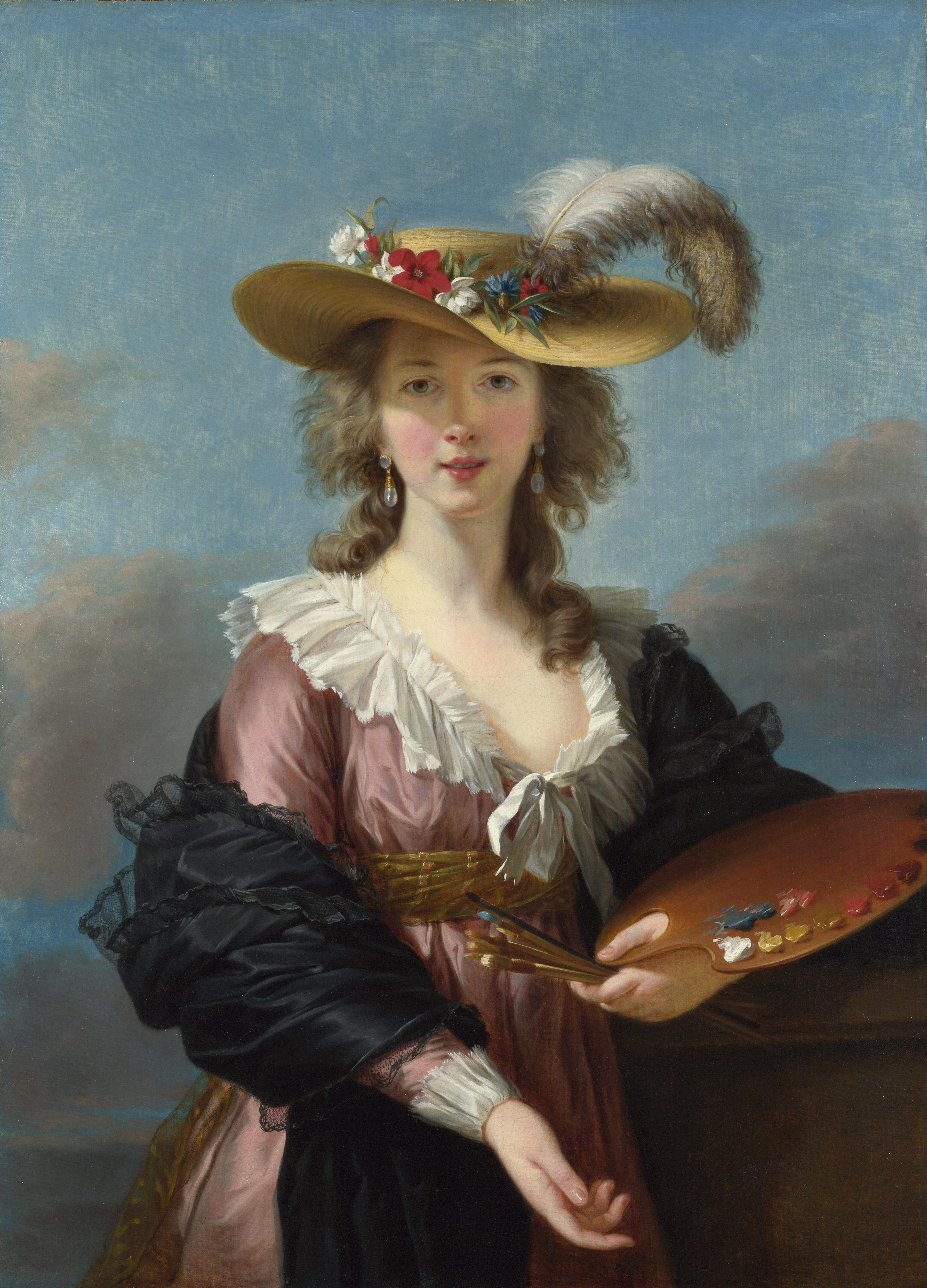
Selbstbildnis mit Strohhut, 1782, National Gallery, London.
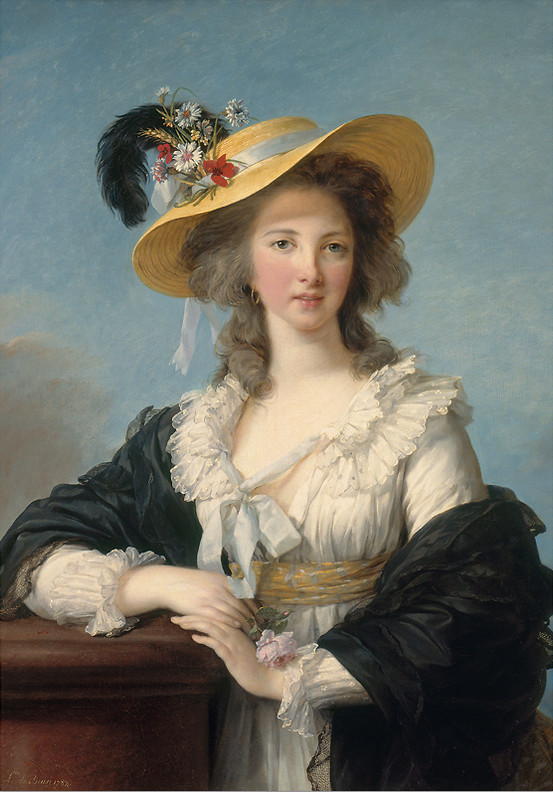
Porträt der Herzogin von Polignac, 1782, Öl auf Leinwand. Museum der Französischen Geschichte (Versailles).
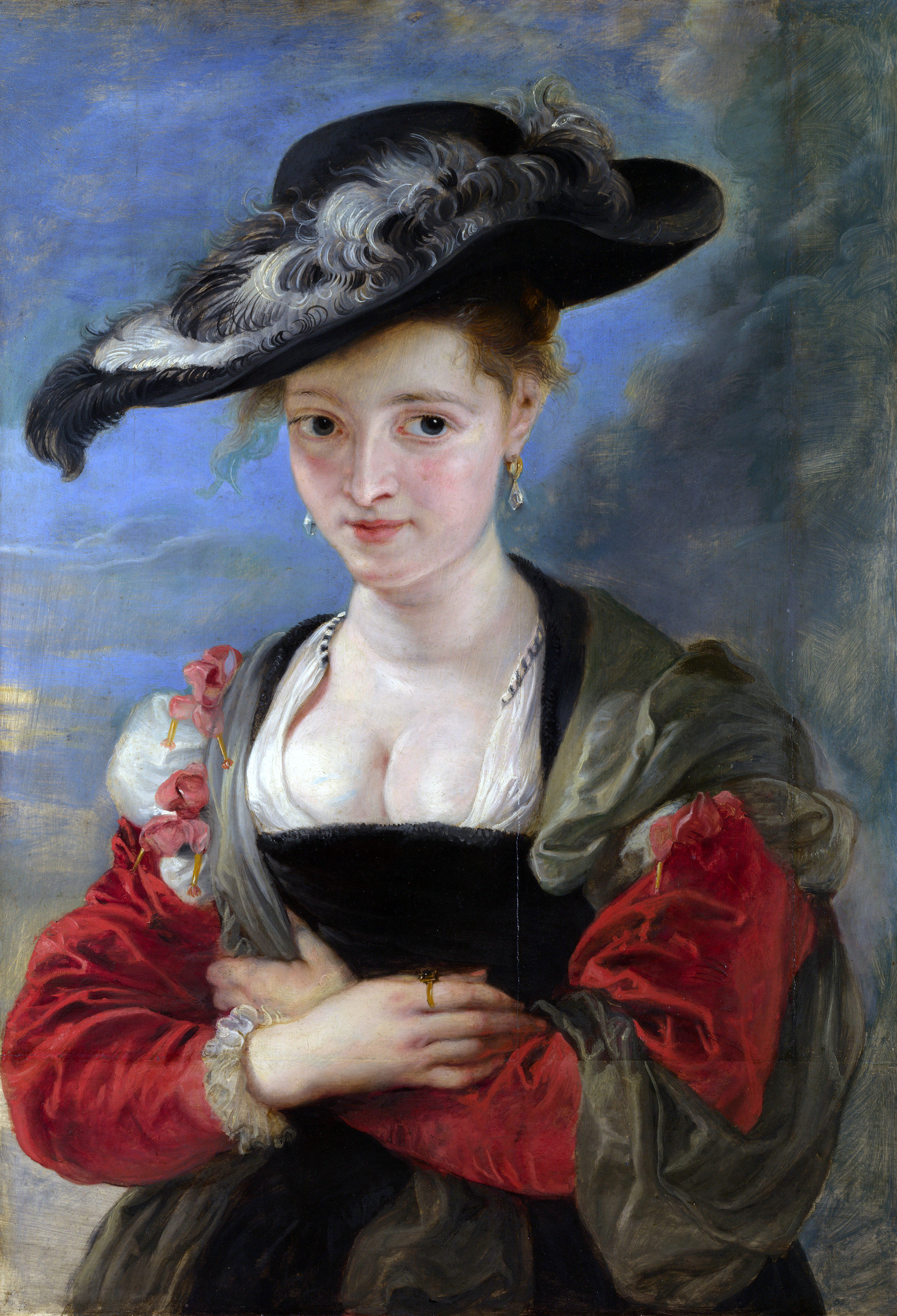
Rubens: Porträt der Susanna Lunden (auch bekannt als Susanna Lunden mit Strohhut), 1622–1625.

Notiz: Die Porträtierte trägt einen Hut aus Filz, nicht Stroh.